# 4313 Буше
4313 Буше́ (4313 Bouchet) — астероїд головного поясу, відкритий 21 квітня 1979 року.
Тіссеранів параметр щодо Юпітера — 3,370.